# Liste des gouverneurs actuels des comitats croates
 (août 2023).
Cette page dresse la liste des dirigeants actuels des comitats croates (20 gouverneurs de comitat et le maire de la ville de Zagreb).

## Gouverneurs des comitats et maire de Zagreb
| Comitat               | Nom                | Depuis (le)       |
| --------------------- | ------------------ | ----------------- |
| Bjelovar-Bilogora     | Miroslav Cacija    | 19 février 2009   |
| Brod-Posavina         | Danijel Marusic    | 28 janvier 2008   |
| Dubrovnik-Neretva     | Nikola Dobroslavic | 5 juin 2009       |
| Istrie                | Valter Flego       | 7 juin 2013       |
| Karlovac              | Ivan Vucic         | 3 juin 2009       |
| Koprivnica-Krizevci   | Darko Koren        | 9 janvier 2008    |
| Krapina-Zagorje       | Željko Kolar       | Janvier 2013      |
| Lika-Senj             | Milan Kolić        | 2013              |
| Medjimurje            | Matija Posavec     | 2013              |
| Osijek-Baranja        | Vladimir Sisljagic | 4 juin 2009       |
| Pozega-Slavonie       | Marijan Aladrovic  | 4 juin 2009       |
| Primorje-Gorski Kotar | Zlatko Komadina    | 2012              |
| Sibenik-Knin          | Goran Pauk         | 25 septembre 2006 |
| Sisak-Moslavina       | Marina Lovric      | 20 juin 2005      |
| Split-Dalmatie        | Zlatko Ževrnja     | 7 juin 2013       |
| Varazdin              | Predrag Stromar    | Mai 2009          |
| Virovitica-Podravina  | Tomislav Tolusic   | 19 mars 2008      |
| Vukovar-Syrmie        | Bozo Galic         | 9 juin 2005       |
| Zadar                 | Stipe Zrilic       | 30 janvier 2008   |
| Zagreb                | Stjepan Kozic      | 24 juillet 2001   |
| Ville de Zagreb       | Milan Bandić       | 14 juin 2005      |